# 치의학
치의학(齒醫學, 치과)은 인간의 건강 유지와 증진을 목적으로 치아, 치주조직, 구강구조물, 턱뼈, 턱관절, 얼굴 및 이와 연결된 머리와 목 등 주변 구조물에 대하여 의학적 연구를 수행하는 학문이며 치과의사가 의료행위를 수행하는 의료분야이다. 이, 턱 및 구강과 관련된 병을 치료하는 의학의 한 분야이다. 치과학이라고도 한다.
치과의학에 종사하는 의사를 치과의사라 한다. 치과의사는 치의학(치과)의 정의에 근거한 연구와 의료행위 및 의료인으로서의 임무를 수행한다.
치과의사의 팀원으로는 간호사, 치과위생사, 치과기공사, 간호조무사가 있다.

## 역사
치과의 역사는 대개 의학의 역사와 그 맥락이 같지만, 현재는 의학으로부터 독립되어 있다. 근대 치과는 18세기 프랑스에서 생겨났다.

## 종류

### 기초치과학
- 구강생리학
- 치과병리학
- 치과생화학
- 치과미생물학
- 치과약리학
- 구강해부학

## 임상치과학
- 구강악안면외과학
- 치과보존학
- 치과보철학
- 치과교정학
- 치과방사선학
- 소아청소년치과학
- 치주과학
- 구강병리학
- 구강내과학
- 통합치과학

## 같이 보기
- 치과 보철물